# Mike Wieringo
Mike Wieringo (1963-2007) fon un dibuixant de còmics estatunidenc, reconegut pel seu treball junt al guioniste Mark Waid en títols superheroics com The Flash —per al qual creà el personatge d'Impulse— o Fantastic Four, a més d'altres com Friendly Neighboorhood Spider-Man, Legion of Superheroes o la seua pròpia sèrie per a Image Comics, Tellos, cocreada amb Todd DeZago.

Fill de pare militar destinat a l'estranger, Michael Wieringo nasqué al Vèneto i dels huit als onze anys visqué en Alemanya.
Wieringo morí als quaranta-quatre anys d'un infart miocardíac sobtat: aplegà a cridar al servici d'emergència, però no aplegaren a temps de salvar-lo.
Enguany, la sèrie Tellos serà recopilada en dos volums que fan cinc-centes pàgines, amb material inèdit de més de dos-cents artistes com Stan Sakai o Mark McKenna: l'edició, rebatejada The Mike Wieringo Tellos Tribute en homenatge a Ringo, està limitada a les sol·licituds de precompra i els beneficis aniran destinats en la totalitat a l'ASPCA (Associació Americana per a la Prevenció de la Crueldat contra Animals) en nom de Wieringo.